# 年金
年金是指等额、定期的系列收支。即用于描述这类以固定的时间周期以相对固定的方式发生的现金流。例如，分期付款赊购、分期偿还贷款、发放养老金、分期支付工程款、每年相同的销售收入等，都属于年金收付形式。

## 分类
按照收付时点和方式的不同可以将年金分为普通年金、预付年金、递延年金和永续年金等四种。

## 普通年金现值
普通年金的现值可以被表达为一个等比数列的总和。
考虑在{\displaystyle t=1,2,...,n}时刻分别发生数额为{\displaystyle C}的款项，总共发生{\displaystyle n}次的现金流（显然，这是年金）。将在未来发生的款项根据换算周期内的利率{\displaystyle i}折现，这个年金的现值据此计算：
{\displaystyle PV\,=\,{\frac {C}{i}}\cdot [1-{\frac {1}{\left(1+i\right)^{n}}}]} {\displaystyle \mathrm {=} {C}{\frac {1-(1+i)^{-n}}{i}}\,}
其中{\displaystyle \mathrm {\frac {1-(1+i)^{-n}}{i}} \,}稱為「年金因子」。上式同样也适用于发生时间不同但等时间间隔的年金，比如，从第一年到第十年每年年底付款100元；其中，{\displaystyle i}是换算周期内对应的利率或当期收益率。
若年金的支付永远进行下去，没有停止的那一天，这种年金被称为永久年金。永久年金现值的计算即令上式中{\displaystyle n\to \infty }，则{\displaystyle 1-{\frac {1}{\left(1+i\right)^{n}}}\to 1}，
{\displaystyle PV\,=\,{\frac {C}{i}}}
因此，前式可以看作是一个永久年金的现值减去一个推迟了{\displaystyle n}年的永久年金的现值所得。
需要注意的是，这些计算公式只有在满足下述条件时才能成立：
- 无需考虑通货膨胀，或者所用利率已将通货膨胀考虑在内。
- 将来的支付具有相当高的发生可能性，或者利率已将信用风险考虑在内。

要了解更多，请参见金钱的时间价值。

## 普通年金终值
在考虑退休年金计划或者定期储蓄计划时，有时需要计算年金终值。
根据终值计算公式:
{\displaystyle FV_{A}=PV_{A}\times (1+i)^{n}}

其中:

- {\displaystyle FV_{A}}为年金终值

- {\displaystyle PV_{A}}为年金现值

- {\displaystyle i}为对应利率

- {\displaystyle n}为年金期数

按上文，已知普通年金现值计算公式，将其代入终值计算公式:

{\displaystyle {\begin{alignedat}{3}FV_{A}&={\frac {C}{i}}\times [1-{\frac {1}{\left(1+i\right)^{n}}}]\times (1+i)^{n}\\&={\frac {C}{i}}\times [(1+i)^{n}-1]\\&=C\times [{\frac {(1+i)^{n}-1}{i}}]\\\end{alignedat}}}

已知{\displaystyle (1+i)^{n}}为计算终值时使用的[终值因子] (Future Value Factor)，则上述公式可以简化为:

{\displaystyle FV_{A}=C\times {\frac {Future\,\ Value\,\ Factor-1}{i}}}

我们称{\displaystyle {\frac {Future\,\ Value\,\ Factor-1}{i}}}为[年金终值因子] (FV annuity factor)

最终简化版的年金终值公式为{\displaystyle FV_{A}=C\times FV\,\ annuity\,\ factor}

## 普通年金终值的计算
假设A每年年末定期储蓄10,000元人民币，年利率5%，那么到第四年年末，A定期储蓄的终值是多少？

首先计算终值因子: {\displaystyle Future\,\ Value\,\ Factor=(1+0.05)^{4}=1.215506}

接下来计算年金终值因子: {\displaystyle FV\,\ annuity\,\ factor=(1.22-1)/0.05=4.310119}

最后计算年金终值: {\displaystyle FV_{A}=10000\times 4.310119=43101.19}

A所做定期储蓄在第四年的终值为43101.19元。